# Чмерук Сергій Андрійович
Сергій Андрійович Чмерук (нар. 21 лютого 1971) — український футболіст, півзахисник.

## Життєпис
Футбольну кар'єру розпочав 1989 року в дублі одеського «Чорноморця» (12 матчів). Потім проходив військову службу. З 1992 по 1994 роки грав в аматорській команді «Благо» (Благоеве), паралельно з цим 1994 року виступав у чемпіонаті Молдови за «Ністру» (Чобручі). У національній лізі зіграв 11 матчів, відзначився 1 голом.
У 1995 році, разом з одноклубником Андрієм Лисаковським, перейшов з «Благо» в СК «Миколаїв». У вищій лізі чемпіонату України дебютував 10 березня 1995 року в поєдинку проти «Темпа» (0:3). Всього у «вишці» зіграв 12 матчів, виходячи лише на заміни.
Сезон 1997/98 років провів в овідіопольському «Дністрі», якому допоміг після семирічної перерви стати чемпіоном Одеської області (вчетверте в історії).